# HD 154345 b
HD 154345 b هو كوكب خارج المجموعة الشمسية يدور حول النجم HD 154345 على مسافة تقدر بحوالي 60 سنة ضوئية من الأرض في كوكبة الجاثي.

## الاكتشاف
اكتشف الكوكب من قبل رايت وآخرون في مارس 2006 باستخدام طريقة السرعة الشعاعية للكشف عن حركة التذبذب الصغيرة للنجم المستضيف الناجمة عن جاذبية الكوكب. وتم تأكيد هذا الاكتشاف في مايو 2007 .

## وصلات خارجية
- The Extrasolar Planets Encyclopedia: HD 154345
- "HD 154345". SIMBAD (بالإنجليزية). Centre de Données astronomiques de Strasbourg.